# 徳丸琴乃
徳丸 琴乃（とくまる ことの、1993年8月11日 - ）は、日本の女優、モデル、タレント。アミューズに所属していた。現在は芸能活動は引退している。

## 経歴
愛知県稲沢市出身。アミューズ30周年オーディション中部地区ファイナリスト。2012年4月から2年間、地元である東海テレビ放送の情報番組『スタイルプラス』の5代目アシスタントを務めた。

## 出演歴
テレビドラマ
- 『怪物くん』 第5話（2010年5月15日）
- 『案山子』（2011年7月5日）

映画
- 『僕たちは世界を変えることができない。』（2011年9月23日）

テレビ情報番組
- 『スタイルプラス』5代目アシスタント（2012年4月1日 - 2014年3月30日）

テレビCM
- トヨタ自動車 - NEXT ONE『THE WORLD IS ONE』（2015年1月）
- CNCIグループ - 劇スポコース『ケーブルテレビにどっぷりテレビ!』

舞台
舞台 HYBRID PROJECT アトリエ公演 3rd satellite「十二夜」
新宿村LIVE（2015年11月26日 - 29日） - ヴァイオラ、セザーリオ役〔ヒロイン〕